# اوسپدالتی
اوسپدالتی (به ایتالیایی: Ospedaletti) یک کومونه در ایتالیا است که در استان ایمپریا واقع شده‌است. اوسپدالتی ۵٫۲ کیلومتر مربع مساحت و ۳٬۵۰۰ نفر جمعیت دارد.

## خواهرخوانده
شهر Soulac-sur-Mer خواهرخواندهٔ اوسپدالتی هست.